# Marko Luoma
Marko Luoma (1967) è un ex giocatore di football americano finlandese che ha giocato come defensive end.